# Tour of Oman 2023
Tour de La Oman 2023 – 12. edycja wyścigu kolarskiego Tour of Oman, która odbyła się w dniach od 11 do 15 lutego 2023 na liczącej ponad 830 kilometrów trasie składającej się z 5 etapów, biegnącej na terenie Omanu. Impreza kategorii 2.Pro była częścią UCI ProSeries 2023.

## Etapy
| Etap | Data   | Start – Meta                                      | type        | Dystans (km) | Suma wzniesień (m) | Zwycięzca etapu   | Lider            |
| ---- | ------ | ------------------------------------------------- | ----------- | ------------ | ------------------ | ----------------- | ---------------- |
| 1    | 11 lut | Ar-Rustak – Oman Convention and Exhibition Centre | płaski      | 147,4        | 807 m              | Tim Merlier       | Tim Merlier      |
| 2    | 12 lut | Sultan Qaboos Sports Complex – Qurayyat           | górzysty    | 174          | 2051 m             | Jesús Herrada     | Jesús Herrada    |
| 3    | 13 lut | Al Khobar – Jabal Haat                            | pagórkowaty | 152          | 1584 m             | Matteo Jorgenson  | Matteo Jorgenson |
| 4    | 14 lut | Izki – Yitti Hills                                | pagórkowaty | 205          | 1447 m             | Diego Ulissi      | Matteo Jorgenson |
| 5    | 15 lut | Samail – Al Akhdar Mountains                      | górzysty    | 152          | 1970 m             | Mauri Vansevenant | Matteo Jorgenson |

## Uczestnicy

### Drużyny
| WorldTeams (9)- AG2R Citroën Team - Arkéa-Samsic - Astana Qazaqstan Team - Bora-Hansgrohe - Cofidis - Intermarché-Circus-Wanty - Movistar Team - Soudal Quick-Step - UAE Team Emirates ProTeams (7)- Bingoal WB - Burgos-BH - Equipo Kern Pharma - Human Powered Health - Israel-Premier Tech - Lotto Dstny - Uno-X Pro Cycling Team Continental teams (2)- Terengganu Polygon Cycling Team - JCL Team Ukyo Reprezentacja- Oman |
| |

### Lista startowa
| Soudal Quick-Step SOQ | Soudal Quick-Step SOQ     | Soudal Quick-Step SOQ |
| --------------------- | ------------------------- | --------------------- |
| Nr                    | Kolarz                    | Miejsce               |
| 1                     | Jan Hirt (CZE)            | 14.                   |
| 2                     | Josef Černý (CZE)         | 99.                   |
| 3                     | Fausto Masnada (ITA)      | 37.                   |
| 4                     | Tim Merlier (BEL) (szosa) | 72.                   |
| 5                     | Bert Van Lerberghe (BEL)  | 74.                   |
| 6                     | Mauri Vansevenant (BEL)   | 2.                    |
| 7                     | Jordi Warlop (BEL)        | 62.                   |

| UAE Team Emirates UAD | UAE Team Emirates UAD      | UAE Team Emirates UAD |
| --------------------- | -------------------------- | --------------------- |
| Nr                    | Kolarz                     | Miejsce               |
| 11                    | Diego Ulissi (ITA)         | 5.                    |
| 12                    | Pascal Ackermann (GER)     | 90.                   |
| 13                    | Davide Formolo (ITA)       | 26.                   |
| 14                    | Ryan Gibbons (RSA)         | 51.                   |
| 15                    | Vegard Stake Laengen (NOR) | 50.                   |
| 16                    | Michael Vink (NZL)         | 76.                   |

| Intermarché-Circus-Wanty ICW | Intermarché-Circus-Wanty ICW | Intermarché-Circus-Wanty ICW |
| ---------------------------- | ---------------------------- | ---------------------------- |
| Nr                           | Kolarz                       | Miejsce                      |
| 21                           | Louis Meintjes (RSA)         | 18.                          |
| 22                           | Francesco Busatto (ITA)      | 44.                          |
| 23                           | Arne Marit (BEL)             | 61.                          |
| 24                           | Tom Paquot (BEL)             | 58.                          |
| 25                           | Simone Petilli (ITA)         | 27.                          |
| 26                           | Baptiste Planckaert (BEL)    | 89.                          |
| 27                           | Rein Taaramäe (EST)          | 4.                           |

| Arkéa-Samsic ARK | Arkéa-Samsic ARK         | Arkéa-Samsic ARK |
| ---------------- | ------------------------ | ---------------- |
| Nr               | Kolarz                   | Miejsce          |
| 31               | Cristián Rodríguez (ESP) | 8.               |
| 32               | Jenthe Biermans (BEL)    | 84.              |
| 33               | David Dekker (NED)       | 100.             |
| 34               | Anthony Delaplace (FRA)  | 31.              |
| 35               | Nicolas Edet (FRA)       | 33.              |
| 36               | Andrij Ponomar (UKR)     | 43.              |
| 37               | Michel Ries (LUX)        | 22.              |

| Uno-X Pro Cycling Team UXT | Uno-X Pro Cycling Team UXT | Uno-X Pro Cycling Team UXT |
| -------------------------- | -------------------------- | -------------------------- |
| Nr                         | Kolarz                     | Miejsce                    |
| 41                         | Kristoffer Halvorsen (NOR) | 71.                        |
| 42                         | Louis Bendixen (DEN)       | 69.                        |
| 43                         | Fredrik Dversnes (NOR)     | 93.                        |
| 44                         | Niklas Eg (DEN)            | 12.                        |
| 45                         | Tord Gudmestad (NOR)       | DNS-5                      |
| 46                         | Magnus Kulset (NOR)        | 29.                        |
| 47                         | Lasse Norman Leth (DEN)    | 101.                       |

| AG2R Citroën Team ACT | AG2R Citroën Team ACT   | AG2R Citroën Team ACT |
| --------------------- | ----------------------- | --------------------- |
| Nr                    | Kolarz                  | Miejsce               |
| 51                    | Greg Van Avermaet (BEL) | 42.                   |
| 52                    | Geoffrey Bouchard (FRA) | 3.                    |
| 53                    | Stan Dewulf (BEL)       | 41.                   |
| 54                    | Jaakko Hänninen (FIN)   | 25.                   |
| 55                    | Lawrence Naesen (BEL)   | 59.                   |
| 56                    | Oliver Naesen (BEL)     | 48.                   |
| 57                    | Andrea Vendrame (ITA)   | 45.                   |

| Bora-Hansgrohe BOH | Bora-Hansgrohe BOH      | Bora-Hansgrohe BOH |
| ------------------ | ----------------------- | ------------------ |
| Nr                 | Kolarz                  | Miejsce            |
| 61                 | Emanuel Buchmann (GER)  | 13.                |
| 62                 | Giovanni Aleotti (ITA)  | DNS-3              |
| 63                 | Florian Lipowitz (GER)  | 53.                |
| 64                 | Ide Schelling (NED)     | 28.                |
| 65                 | Cian Uijtdebroeks (BEL) | 9.                 |
| 66                 | Matthew Walls (GBR)     | DNS-5              |
| 67                 | Ben Zwiehoff (GER)      | 15.                |

| Astana Qazaqstan Team AST | Astana Qazaqstan Team AST | Astana Qazaqstan Team AST |
| ------------------------- | ------------------------- | ------------------------- |
| Nr                        | Kolarz                    | Miejsce                   |
| 71                        | Aleksiej Łucenko (KAZ)    | 19.                       |
| 72                        | Leonardo Basso (ITA)      | 110.                      |
| 73                        | Manuele Boaro (ITA)       | 88.                       |
| 74                        | Mark Cavendish (GBR)      | 105.                      |
| 75                        | Jewgienij Fiodorow (KAZ)  | 77.                       |
| 76                        | Martin Laas (EST)         | 111.                      |
| 77                        | Harold Tejada (COL)       | 20.                       |

| Movistar Team MOV | Movistar Team MOV       | Movistar Team MOV |
| ----------------- | ----------------------- | ----------------- |
| Nr                | Kolarz                  | Miejsce           |
| 81                | Matteo Jorgenson (USA)  | 1.                |
| 82                | Imanol Erviti (ESP)     | 66.               |
| 83                | Abner González (PUR)    | 57.               |
| 84                | Mathias Norsgaard (DEN) | 96.               |
| 85                | Max Kanter (GER)        | 64.               |
| 86                | Iván Sosa (COL)         | 47.               |
| 87                | Carlos Verona (ESP)     | 10.               |

| Cofidis COF | Cofidis COF           | Cofidis COF |
| ----------- | --------------------- | ----------- |
| Nr          | Kolarz                | Miejsce     |
| 91          | Jesús Herrada (ESP)   | 7.          |
| 92          | François Bidard (FRA) | DNF-4       |
| 93          | Wesley Kreder (NED)   | 97.         |
| 94          | Alexis Renard (FRA)   | 81.         |
| 95          | Rémy Rochas (FRA)     | 23.         |
| 96          | Harrison Wood (GBR)   | 70.         |
| 97          | Axel Zingle (FRA)     | 73.         |

| Lotto Dstny LTD | Lotto Dstny LTD           | Lotto Dstny LTD |
| --------------- | ------------------------- | --------------- |
| Nr              | Kolarz                    | Miejsce         |
| 101             | Thomas De Gendt (BEL)     | 68.             |
| 102             | Arjen Livyns (BEL)        | 54.             |
| 103             | Sylvain Moniquet (BEL)    | 17.             |
| 104             | Michael Schwarzmann (GER) | 95.             |
| 105             | Rüdiger Selig (GER)       | 108.            |
| 106             | Eduardo Sepúlveda (ARG)   | 40.             |
| 107             | Maxim Van Gils (BEL)      | 6.              |

| Bingoal WB BWB | Bingoal WB BWB                 | Bingoal WB BWB |
| -------------- | ------------------------------ | -------------- |
| Nr             | Kolarz                         | Miejsce        |
| 111            | Ceriel Desal (BEL)             | 55.            |
| 112            | Floris De Tier (BEL)           | 21.            |
| 113            | Johan Meens (BEL)              | 63.            |
| 114            | Alexander Salby (DEN)          | 83.            |
| 115            | Lennert Teugels (BEL)          | 16.            |
| 116            | Luca Van Boven (BEL)           | 67.            |
| 117            | Guillaume Van Keirsbulck (BEL) | 80.            |

| Equipo Kern Pharma EKP | Equipo Kern Pharma EKP   | Equipo Kern Pharma EKP |
| ---------------------- | ------------------------ | ---------------------- |
| Nr                     | Kolarz                   | Miejsce                |
| 121                    | Roger Adrià (ESP)        | 35.                    |
| 122                    | Urko Berrade (ESP)       | 79.                    |
| 123                    | Giovanni Carboni (ITA)   | 24.                    |
| 124                    | Pablo Castrillo (ESP)    | 30.                    |
| 125                    | Iván Cobo (ESP)          | 75.                    |
| 126                    | Jordi López (ESP)        | 56.                    |
| 127                    | Danny van der Tuuk (NED) | 91.                    |

| Burgos-BH BBH | Burgos-BH BBH                | Burgos-BH BBH |
| ------------- | ---------------------------- | ------------- |
| Nr            | Kolarz                       | Miejsce       |
| 131           | Pelayo Sánchez (ESP)         | 36.           |
| 132           | Rodrigo Álvarez (ESP)        | 112.          |
| 133           | Mario Aparicio (ESP)         | 46.           |
| 134           | Miguel Ángel Fernández (ESP) | 106.          |
| 135           | Alejandro Franco (ESP)       | 60.           |
| 136           | Ángel Fuentes (ESP)          | 82.           |
| 137           | Victor Langellotti (MON)     | 11.           |

| Oman OMA | Oman OMA             | Oman OMA |
| -------- | -------------------- | -------- |
| Nr       | Kolarz               | Miejsce  |
| 141      | Said Al Rahbi        | 109.     |
| 142      | Abdullah Al-Gueilani | DNF-2    |
| 143      | Munther Al Hsani     | 87.      |
| 144      | Faisal Al Mammari    | 116.     |
| 145      | Mazin Al Riyami      | 114.     |
| 146      | Mohamed Al Wahibi    | DNF-5    |

| Human Powered Health HPM | Human Powered Health HPM      | Human Powered Health HPM |
| ------------------------ | ----------------------------- | ------------------------ |
| Nr                       | Kolarz                        | Miejsce                  |
| 151                      | Alan Banaszek (POL)           | 107.                     |
| 152                      | Stephen Bassett (USA)         | 94.                      |
| 153                      | August Jensen (NOR)           | 65.                      |
| 154                      | Bart Lemmen (NED)             | DNS-3                    |
| 155                      | Barnabás Peák (HUN)           | 92.                      |
| 156                      | Benjamin Perry (CAN)          | 98.                      |
| 157                      | Embret Svestad-Bårdseng (NOR) | 34.                      |

| Terengganu Polygon Cycling Team TSG | Terengganu Polygon Cycling Team TSG | Terengganu Polygon Cycling Team TSG |
| ----------------------------------- | ----------------------------------- | ----------------------------------- |
| Nr                                  | Kolarz                              | Miejsce                             |
| 161                                 | Youcef Reguigui (ALG)               | 103.                                |
| 162                                 | Jesse Ewart (IRL)                   | DNS-5                               |
| 163                                 | Irwandie Lakasek (MAS)              | 113.                                |
| 164                                 | Nur Amirul Fakhruddin Mazuki (MAS)  | 85.                                 |
| 165                                 | Jeroen Meijers (NED)                | 104.                                |
| 166                                 | Jambaljamts Sainbayar (MGL)         | 39.                                 |
| 167                                 | Mohd Hariff Saleh (MAS)             | 115.                                |

| JCLTeam Ukyo JCL | JCLTeam Ukyo JCL       | JCLTeam Ukyo JCL |
| ---------------- | ---------------------- | ---------------- |
| Nr               | Kolarz                 | Miejsce          |
| 171              | Benjamín Prades (ESP)  | 52.              |
| 172              | Manabu Ishibashi (JPN) | 102.             |
| 173              | Yūma Koishi (JPN)      | 38.              |
| 174              | Raymond Kreder (NED)   | 86.              |
| 175              | Atsushi Oka (JPN)      | 49.              |
| 176              | Kosuke Takeyama (JPN)  | 78.              |
| 177              | Masaki Yamamoto (JPN)  | 32.              |

| Soudal Quick-Step SOQ | Soudal Quick-Step SOQ     | Soudal Quick-Step SOQ |
| --------------------- | ------------------------- | --------------------- |
| Nr                    | Kolarz                    | Miejsce               |
| 1                     | Jan Hirt (CZE)            | 14.                   |
| 2                     | Josef Černý (CZE)         | 99.                   |
| 3                     | Fausto Masnada (ITA)      | 37.                   |
| 4                     | Tim Merlier (BEL) (szosa) | 72.                   |
| 5                     | Bert Van Lerberghe (BEL)  | 74.                   |
| 6                     | Mauri Vansevenant (BEL)   | 2.                    |
| 7                     | Jordi Warlop (BEL)        | 62.                   |

| UAE Team Emirates UAD | UAE Team Emirates UAD      | UAE Team Emirates UAD |
| --------------------- | -------------------------- | --------------------- |
| Nr                    | Kolarz                     | Miejsce               |
| 11                    | Diego Ulissi (ITA)         | 5.                    |
| 12                    | Pascal Ackermann (GER)     | 90.                   |
| 13                    | Davide Formolo (ITA)       | 26.                   |
| 14                    | Ryan Gibbons (RSA)         | 51.                   |
| 15                    | Vegard Stake Laengen (NOR) | 50.                   |
| 16                    | Michael Vink (NZL)         | 76.                   |

| Intermarché-Circus-Wanty ICW | Intermarché-Circus-Wanty ICW | Intermarché-Circus-Wanty ICW |
| ---------------------------- | ---------------------------- | ---------------------------- |
| Nr                           | Kolarz                       | Miejsce                      |
| 21                           | Louis Meintjes (RSA)         | 18.                          |
| 22                           | Francesco Busatto (ITA)      | 44.                          |
| 23                           | Arne Marit (BEL)             | 61.                          |
| 24                           | Tom Paquot (BEL)             | 58.                          |
| 25                           | Simone Petilli (ITA)         | 27.                          |
| 26                           | Baptiste Planckaert (BEL)    | 89.                          |
| 27                           | Rein Taaramäe (EST)          | 4.                           |

| Arkéa-Samsic ARK | Arkéa-Samsic ARK         | Arkéa-Samsic ARK |
| ---------------- | ------------------------ | ---------------- |
| Nr               | Kolarz                   | Miejsce          |
| 31               | Cristián Rodríguez (ESP) | 8.               |
| 32               | Jenthe Biermans (BEL)    | 84.              |
| 33               | David Dekker (NED)       | 100.             |
| 34               | Anthony Delaplace (FRA)  | 31.              |
| 35               | Nicolas Edet (FRA)       | 33.              |
| 36               | Andrij Ponomar (UKR)     | 43.              |
| 37               | Michel Ries (LUX)        | 22.              |

| Uno-X Pro Cycling Team UXT | Uno-X Pro Cycling Team UXT | Uno-X Pro Cycling Team UXT |
| -------------------------- | -------------------------- | -------------------------- |
| Nr                         | Kolarz                     | Miejsce                    |
| 41                         | Kristoffer Halvorsen (NOR) | 71.                        |
| 42                         | Louis Bendixen (DEN)       | 69.                        |
| 43                         | Fredrik Dversnes (NOR)     | 93.                        |
| 44                         | Niklas Eg (DEN)            | 12.                        |
| 45                         | Tord Gudmestad (NOR)       | DNS-5                      |
| 46                         | Magnus Kulset (NOR)        | 29.                        |
| 47                         | Lasse Norman Leth (DEN)    | 101.                       |

| AG2R Citroën Team ACT | AG2R Citroën Team ACT   | AG2R Citroën Team ACT |
| --------------------- | ----------------------- | --------------------- |
| Nr                    | Kolarz                  | Miejsce               |
| 51                    | Greg Van Avermaet (BEL) | 42.                   |
| 52                    | Geoffrey Bouchard (FRA) | 3.                    |
| 53                    | Stan Dewulf (BEL)       | 41.                   |
| 54                    | Jaakko Hänninen (FIN)   | 25.                   |
| 55                    | Lawrence Naesen (BEL)   | 59.                   |
| 56                    | Oliver Naesen (BEL)     | 48.                   |
| 57                    | Andrea Vendrame (ITA)   | 45.                   |

| Bora-Hansgrohe BOH | Bora-Hansgrohe BOH      | Bora-Hansgrohe BOH |
| ------------------ | ----------------------- | ------------------ |
| Nr                 | Kolarz                  | Miejsce            |
| 61                 | Emanuel Buchmann (GER)  | 13.                |
| 62                 | Giovanni Aleotti (ITA)  | DNS-3              |
| 63                 | Florian Lipowitz (GER)  | 53.                |
| 64                 | Ide Schelling (NED)     | 28.                |
| 65                 | Cian Uijtdebroeks (BEL) | 9.                 |
| 66                 | Matthew Walls (GBR)     | DNS-5              |
| 67                 | Ben Zwiehoff (GER)      | 15.                |

| Astana Qazaqstan Team AST | Astana Qazaqstan Team AST | Astana Qazaqstan Team AST |
| ------------------------- | ------------------------- | ------------------------- |
| Nr                        | Kolarz                    | Miejsce                   |
| 71                        | Aleksiej Łucenko (KAZ)    | 19.                       |
| 72                        | Leonardo Basso (ITA)      | 110.                      |
| 73                        | Manuele Boaro (ITA)       | 88.                       |
| 74                        | Mark Cavendish (GBR)      | 105.                      |
| 75                        | Jewgienij Fiodorow (KAZ)  | 77.                       |
| 76                        | Martin Laas (EST)         | 111.                      |
| 77                        | Harold Tejada (COL)       | 20.                       |

| Movistar Team MOV | Movistar Team MOV       | Movistar Team MOV |
| ----------------- | ----------------------- | ----------------- |
| Nr                | Kolarz                  | Miejsce           |
| 81                | Matteo Jorgenson (USA)  | 1.                |
| 82                | Imanol Erviti (ESP)     | 66.               |
| 83                | Abner González (PUR)    | 57.               |
| 84                | Mathias Norsgaard (DEN) | 96.               |
| 85                | Max Kanter (GER)        | 64.               |
| 86                | Iván Sosa (COL)         | 47.               |
| 87                | Carlos Verona (ESP)     | 10.               |

| Cofidis COF | Cofidis COF           | Cofidis COF |
| ----------- | --------------------- | ----------- |
| Nr          | Kolarz                | Miejsce     |
| 91          | Jesús Herrada (ESP)   | 7.          |
| 92          | François Bidard (FRA) | DNF-4       |
| 93          | Wesley Kreder (NED)   | 97.         |
| 94          | Alexis Renard (FRA)   | 81.         |
| 95          | Rémy Rochas (FRA)     | 23.         |
| 96          | Harrison Wood (GBR)   | 70.         |
| 97          | Axel Zingle (FRA)     | 73.         |

| Lotto Dstny LTD | Lotto Dstny LTD           | Lotto Dstny LTD |
| --------------- | ------------------------- | --------------- |
| Nr              | Kolarz                    | Miejsce         |
| 101             | Thomas De Gendt (BEL)     | 68.             |
| 102             | Arjen Livyns (BEL)        | 54.             |
| 103             | Sylvain Moniquet (BEL)    | 17.             |
| 104             | Michael Schwarzmann (GER) | 95.             |
| 105             | Rüdiger Selig (GER)       | 108.            |
| 106             | Eduardo Sepúlveda (ARG)   | 40.             |
| 107             | Maxim Van Gils (BEL)      | 6.              |

| Bingoal WB BWB | Bingoal WB BWB                 | Bingoal WB BWB |
| -------------- | ------------------------------ | -------------- |
| Nr             | Kolarz                         | Miejsce        |
| 111            | Ceriel Desal (BEL)             | 55.            |
| 112            | Floris De Tier (BEL)           | 21.            |
| 113            | Johan Meens (BEL)              | 63.            |
| 114            | Alexander Salby (DEN)          | 83.            |
| 115            | Lennert Teugels (BEL)          | 16.            |
| 116            | Luca Van Boven (BEL)           | 67.            |
| 117            | Guillaume Van Keirsbulck (BEL) | 80.            |

| Equipo Kern Pharma EKP | Equipo Kern Pharma EKP   | Equipo Kern Pharma EKP |
| ---------------------- | ------------------------ | ---------------------- |
| Nr                     | Kolarz                   | Miejsce                |
| 121                    | Roger Adrià (ESP)        | 35.                    |
| 122                    | Urko Berrade (ESP)       | 79.                    |
| 123                    | Giovanni Carboni (ITA)   | 24.                    |
| 124                    | Pablo Castrillo (ESP)    | 30.                    |
| 125                    | Iván Cobo (ESP)          | 75.                    |
| 126                    | Jordi López (ESP)        | 56.                    |
| 127                    | Danny van der Tuuk (NED) | 91.                    |

| Burgos-BH BBH | Burgos-BH BBH                | Burgos-BH BBH |
| ------------- | ---------------------------- | ------------- |
| Nr            | Kolarz                       | Miejsce       |
| 131           | Pelayo Sánchez (ESP)         | 36.           |
| 132           | Rodrigo Álvarez (ESP)        | 112.          |
| 133           | Mario Aparicio (ESP)         | 46.           |
| 134           | Miguel Ángel Fernández (ESP) | 106.          |
| 135           | Alejandro Franco (ESP)       | 60.           |
| 136           | Ángel Fuentes (ESP)          | 82.           |
| 137           | Victor Langellotti (MON)     | 11.           |

| Oman OMA | Oman OMA             | Oman OMA |
| -------- | -------------------- | -------- |
| Nr       | Kolarz               | Miejsce  |
| 141      | Said Al Rahbi        | 109.     |
| 142      | Abdullah Al-Gueilani | DNF-2    |
| 143      | Munther Al Hsani     | 87.      |
| 144      | Faisal Al Mammari    | 116.     |
| 145      | Mazin Al Riyami      | 114.     |
| 146      | Mohamed Al Wahibi    | DNF-5    |

| Human Powered Health HPM | Human Powered Health HPM      | Human Powered Health HPM |
| ------------------------ | ----------------------------- | ------------------------ |
| Nr                       | Kolarz                        | Miejsce                  |
| 151                      | Alan Banaszek (POL)           | 107.                     |
| 152                      | Stephen Bassett (USA)         | 94.                      |
| 153                      | August Jensen (NOR)           | 65.                      |
| 154                      | Bart Lemmen (NED)             | DNS-3                    |
| 155                      | Barnabás Peák (HUN)           | 92.                      |
| 156                      | Benjamin Perry (CAN)          | 98.                      |
| 157                      | Embret Svestad-Bårdseng (NOR) | 34.                      |

| Terengganu Polygon Cycling Team TSG | Terengganu Polygon Cycling Team TSG | Terengganu Polygon Cycling Team TSG |
| ----------------------------------- | ----------------------------------- | ----------------------------------- |
| Nr                                  | Kolarz                              | Miejsce                             |
| 161                                 | Youcef Reguigui (ALG)               | 103.                                |
| 162                                 | Jesse Ewart (IRL)                   | DNS-5                               |
| 163                                 | Irwandie Lakasek (MAS)              | 113.                                |
| 164                                 | Nur Amirul Fakhruddin Mazuki (MAS)  | 85.                                 |
| 165                                 | Jeroen Meijers (NED)                | 104.                                |
| 166                                 | Jambaljamts Sainbayar (MGL)         | 39.                                 |
| 167                                 | Mohd Hariff Saleh (MAS)             | 115.                                |

| JCLTeam Ukyo JCL | JCLTeam Ukyo JCL       | JCLTeam Ukyo JCL |
| ---------------- | ---------------------- | ---------------- |
| Nr               | Kolarz                 | Miejsce          |
| 171              | Benjamín Prades (ESP)  | 52.              |
| 172              | Manabu Ishibashi (JPN) | 102.             |
| 173              | Yūma Koishi (JPN)      | 38.              |
| 174              | Raymond Kreder (NED)   | 86.              |
| 175              | Atsushi Oka (JPN)      | 49.              |
| 176              | Kosuke Takeyama (JPN)  | 78.              |
| 177              | Masaki Yamamoto (JPN)  | 32.              |

Legenda: DNF – nie ukończył etapu, OTL – przekroczył limit czasu, DNS – nie wystartował do etapu, DSQ – zdyskwalifikowany. Numer przy skrócie oznacza etap, na którym kolarz opuścił wyścig.

## Wyniki etapów

### Etap 1
| Ar-Rustak - Oman Convention and Exhibition Centre | płaski | (147,4 km) |

| \| Klasyfikacja etapu \| Klasyfikacja etapu \| Klasyfikacja etapu \| Klasyfikacja etapu \| Klasyfikacja etapu \| \| Kolarz \| Kolarz \| Państwo \| Drużyna \| Czas \| \| ------------------ \| -------------------- \| ------------------ \| ------------------------ \| ------------------ \| \| 1. \| Tim Merlier \| Belgia \| Soudal Quick-Step \| 3h 31' 00" \| \| 2. \| David Dekker \| Holandia \| Arkéa-Samsic \| + 0" \| \| 3. \| Axel Zingle \| Francja \| Cofidis \| + 0" \| \| 4. \| Arne Marit \| Belgia \| Intermarché-Circus-Wanty \| + 0" \| \| 5. \| Kristoffer Halvorsen \| Norwegia \| Uno-X Pro Cycling Team \| + 0" \| \| 6. \| Pascal Ackermann \| Niemcy \| UAE Team Emirates \| + 0" \| \| 7. \| Matthew Walls \| Wielka Brytania \| Bora-Hansgrohe \| + 0" \| \| 8. \| Alexander Salby \| Dania \| Bingoal WB \| + 0" \| \| 9. \| Max Kanter \| Niemcy \| Movistar Team \| + 0" \| \| 10. \| Rüdiger Selig \| Niemcy \| Lotto Dstny \| + 0" \| |                      |                 |                          |            |
| |                      |                 |                          |            |
| Źródło: ProCyclingStats |                      |                 |                          |            |
| Klasyfikacja etapu |                      |                 |                          |            |
| Kolarz | Kolarz               | Państwo         | Drużyna                  | Czas       |
| 1. | Tim Merlier          | Belgia          | Soudal Quick-Step        | 3h 31' 00" |
| 2. | David Dekker         | Holandia        | Arkéa-Samsic             | + 0"       |
| 3. | Axel Zingle          | Francja         | Cofidis                  | + 0"       |
| 4. | Arne Marit           | Belgia          | Intermarché-Circus-Wanty | + 0"       |
| 5. | Kristoffer Halvorsen | Norwegia        | Uno-X Pro Cycling Team   | + 0"       |
| 6. | Pascal Ackermann     | Niemcy          | UAE Team Emirates        | + 0"       |
| 7. | Matthew Walls        | Wielka Brytania | Bora-Hansgrohe           | + 0"       |
| 8. | Alexander Salby      | Dania           | Bingoal WB               | + 0"       |
| 9. | Max Kanter           | Niemcy          | Movistar Team            | + 0"       |
| 10. | Rüdiger Selig        | Niemcy          | Lotto Dstny              | + 0"       |

| \| Klasyfikacja generalna \| Klasyfikacja generalna \| Klasyfikacja generalna \| Klasyfikacja generalna \| Klasyfikacja generalna \| \| Kolarz \| Kolarz \| Państwo \| Drużyna \| Czas \| \| ---------------------- \| ---------------------- \| ---------------------- \| ------------------------------- \| ---------------------- \| \| 1. \| Tim Merlier \| Belgia \| Soudal Quick-Step \| 3h 30' 50" \| \| 2. \| David Dekker \| Holandia \| Arkéa-Samsic \| + 4" \| \| 3. \| Jeroen Meijers \| Holandia \| Terengganu Polygon Cycling Team \| + 5" \| \| 4. \| Axel Zingle \| Francja \| Cofidis \| + 6" \| \| 5. \| Rodrigo Álvarez \| Hiszpania \| Burgos-BH \| + 6" \| \| 6. \| Arne Marit \| Belgia \| Intermarché-Circus-Wanty \| + 10" \| \| 7. \| Kristoffer Halvorsen \| Norwegia \| Uno-X Pro Cycling Team \| + 10" \| \| 8. \| Pascal Ackermann \| Niemcy \| UAE Team Emirates \| + 10" \| \| 9. \| Matthew Walls \| Wielka Brytania \| Bora-Hansgrohe \| + 10" \| \| 10. \| Alexander Salby \| Dania \| Bingoal WB \| + 10" \| |                      |                 |                                 |            |
| |                      |                 |                                 |            |
| Źródło: ProCyclingStats |                      |                 |                                 |            |
| Klasyfikacja generalna |                      |                 |                                 |            |
| Kolarz | Kolarz               | Państwo         | Drużyna                         | Czas       |
| 1. | Tim Merlier          | Belgia          | Soudal Quick-Step               | 3h 30' 50" |
| 2. | David Dekker         | Holandia        | Arkéa-Samsic                    | + 4"       |
| 3. | Jeroen Meijers       | Holandia        | Terengganu Polygon Cycling Team | + 5"       |
| 4. | Axel Zingle          | Francja         | Cofidis                         | + 6"       |
| 5. | Rodrigo Álvarez      | Hiszpania       | Burgos-BH                       | + 6"       |
| 6. | Arne Marit           | Belgia          | Intermarché-Circus-Wanty        | + 10"      |
| 7. | Kristoffer Halvorsen | Norwegia        | Uno-X Pro Cycling Team          | + 10"      |
| 8. | Pascal Ackermann     | Niemcy          | UAE Team Emirates               | + 10"      |
| 9. | Matthew Walls        | Wielka Brytania | Bora-Hansgrohe                  | + 10"      |
| 10. | Alexander Salby      | Dania           | Bingoal WB                      | + 10"      |

### Etap 2
| Sultan Qaboos Sports Complex - Qurayyat | górzysty | (174 km) |

| \| Klasyfikacja etapu \| Klasyfikacja etapu \| Klasyfikacja etapu \| Klasyfikacja etapu \| Klasyfikacja etapu \| \| Kolarz \| Kolarz \| Państwo \| Drużyna \| Czas \| \| ------------------ \| ------------------ \| ------------------ \| --------------------- \| ------------------ \| \| 1. \| Jesús Herrada \| Hiszpania \| Cofidis \| 4h 21' 07" \| \| 2. \| Maxim Van Gils \| Belgia \| Lotto Dstny \| + 0" \| \| 3. \| Diego Ulissi \| Włochy \| UAE Team Emirates \| + 0" \| \| 4. \| Matteo Jorgenson \| Stany Zjednoczone \| Movistar Team \| + 0" \| \| 5. \| Mauri Vansevenant \| Belgia \| Soudal Quick-Step \| + 0" \| \| 6. \| Aleksiej Łucenko \| Kazachstan \| Astana Qazaqstan Team \| + 3" \| \| 7. \| Rémy Rochas \| Francja \| Cofidis \| + 5" \| \| 8. \| Cristián Rodríguez \| Hiszpania \| Arkéa-Samsic \| + 5" \| \| 9. \| Stan Dewulf \| Belgia \| AG2R Citroën Team \| + 5" \| \| 10. \| Davide Formolo \| Włochy \| UAE Team Emirates \| + 5" \| |                    |                   |                       |            |
| |                    |                   |                       |            |
| Źródło: ProCyclingStats |                    |                   |                       |            |
| Klasyfikacja etapu |                    |                   |                       |            |
| Kolarz | Kolarz             | Państwo           | Drużyna               | Czas       |
| 1. | Jesús Herrada      | Hiszpania         | Cofidis               | 4h 21' 07" |
| 2. | Maxim Van Gils     | Belgia            | Lotto Dstny           | + 0"       |
| 3. | Diego Ulissi       | Włochy            | UAE Team Emirates     | + 0"       |
| 4. | Matteo Jorgenson   | Stany Zjednoczone | Movistar Team         | + 0"       |
| 5. | Mauri Vansevenant  | Belgia            | Soudal Quick-Step     | + 0"       |
| 6. | Aleksiej Łucenko   | Kazachstan        | Astana Qazaqstan Team | + 3"       |
| 7. | Rémy Rochas        | Francja           | Cofidis               | + 5"       |
| 8. | Cristián Rodríguez | Hiszpania         | Arkéa-Samsic          | + 5"       |
| 9. | Stan Dewulf        | Belgia            | AG2R Citroën Team     | + 5"       |
| 10. | Davide Formolo     | Włochy            | UAE Team Emirates     | + 5"       |

| \| Klasyfikacja generalna \| Klasyfikacja generalna \| Klasyfikacja generalna \| Klasyfikacja generalna \| Klasyfikacja generalna \| \| Kolarz \| Kolarz \| Państwo \| Drużyna \| Czas \| \| ---------------------- \| ---------------------- \| ---------------------- \| ---------------------- \| ---------------------- \| \| 1. \| Jesús Herrada \| Hiszpania \| Cofidis \| 7h 51' 57" \| \| 2. \| Maxim Van Gils \| Belgia \| Lotto Dstny \| + 4" \| \| 3. \| Diego Ulissi \| Włochy \| UAE Team Emirates \| + 6" \| \| 4. \| Mauri Vansevenant \| Belgia \| Soudal Quick-Step \| + 10" \| \| 5. \| Matteo Jorgenson \| Stany Zjednoczone \| Movistar Team \| + 10" \| \| 6. \| Aleksiej Łucenko \| Kazachstan \| Astana Qazaqstan Team \| + 13" \| \| 7. \| Davide Formolo \| Włochy \| UAE Team Emirates \| + 15" \| \| 8. \| Lennert Teugels \| Belgia \| Bingoal WB \| + 15" \| \| 9. \| Niklas Eg \| Dania \| Uno-X Pro Cycling Team \| + 15" \| \| 10. \| Harold Tejada \| Kolumbia \| Astana Qazaqstan Team \| + 15" \| |                   |                   |                        |            |
| |                   |                   |                        |            |
| Źródło: ProCyclingStats |                   |                   |                        |            |
| Klasyfikacja generalna |                   |                   |                        |            |
| Kolarz | Kolarz            | Państwo           | Drużyna                | Czas       |
| 1. | Jesús Herrada     | Hiszpania         | Cofidis                | 7h 51' 57" |
| 2. | Maxim Van Gils    | Belgia            | Lotto Dstny            | + 4"       |
| 3. | Diego Ulissi      | Włochy            | UAE Team Emirates      | + 6"       |
| 4. | Mauri Vansevenant | Belgia            | Soudal Quick-Step      | + 10"      |
| 5. | Matteo Jorgenson  | Stany Zjednoczone | Movistar Team          | + 10"      |
| 6. | Aleksiej Łucenko  | Kazachstan        | Astana Qazaqstan Team  | + 13"      |
| 7. | Davide Formolo    | Włochy            | UAE Team Emirates      | + 15"      |
| 8. | Lennert Teugels   | Belgia            | Bingoal WB             | + 15"      |
| 9. | Niklas Eg         | Dania             | Uno-X Pro Cycling Team | + 15"      |
| 10. | Harold Tejada     | Kolumbia          | Astana Qazaqstan Team  | + 15"      |

### Etap 3
| Al Khobar - Jabal Haat | pagórkowaty | (152 km) |

| \| Klasyfikacja etapu \| Klasyfikacja etapu \| Klasyfikacja etapu \| Klasyfikacja etapu \| Klasyfikacja etapu \| \| Kolarz \| Kolarz \| Państwo \| Drużyna \| Czas \| \| ------------------ \| ------------------ \| ------------------ \| --------------------- \| ------------------ \| \| 1. \| Matteo Jorgenson \| Stany Zjednoczone \| Movistar Team \| 3h 33' 51" \| \| 2. \| Mauri Vansevenant \| Belgia \| Soudal Quick-Step \| + 2" \| \| 3. \| Geoffrey Bouchard \| Francja \| AG2R Citroën Team \| + 3" \| \| 4. \| Cristián Rodríguez \| Hiszpania \| Arkéa-Samsic \| + 3" \| \| 5. \| Cian Uijtdebroeks \| Belgia \| Bora-Hansgrohe \| + 3" \| \| 6. \| Victor Langellotti \| Monako \| Burgos-BH \| + 3" \| \| 7. \| Harold Tejada \| Kolumbia \| Astana Qazaqstan Team \| + 7" \| \| 8. \| Diego Ulissi \| Włochy \| UAE Team Emirates \| + 9" \| \| 9. \| Maxim Van Gils \| Belgia \| Lotto Dstny \| + 11" \| \| 10. \| Jesús Herrada \| Hiszpania \| Cofidis \| + 16" \| |                    |                   |                       |            |
| |                    |                   |                       |            |
| Źródło: ProCyclingStats |                    |                   |                       |            |
| Klasyfikacja etapu |                    |                   |                       |            |
| Kolarz | Kolarz             | Państwo           | Drużyna               | Czas       |
| 1. | Matteo Jorgenson   | Stany Zjednoczone | Movistar Team         | 3h 33' 51" |
| 2. | Mauri Vansevenant  | Belgia            | Soudal Quick-Step     | + 2"       |
| 3. | Geoffrey Bouchard  | Francja           | AG2R Citroën Team     | + 3"       |
| 4. | Cristián Rodríguez | Hiszpania         | Arkéa-Samsic          | + 3"       |
| 5. | Cian Uijtdebroeks  | Belgia            | Bora-Hansgrohe        | + 3"       |
| 6. | Victor Langellotti | Monako            | Burgos-BH             | + 3"       |
| 7. | Harold Tejada      | Kolumbia          | Astana Qazaqstan Team | + 7"       |
| 8. | Diego Ulissi       | Włochy            | UAE Team Emirates     | + 9"       |
| 9. | Maxim Van Gils     | Belgia            | Lotto Dstny           | + 11"      |
| 10. | Jesús Herrada      | Hiszpania         | Cofidis               | + 16"      |

| \| Klasyfikacja generalna \| Klasyfikacja generalna \| Klasyfikacja generalna \| Klasyfikacja generalna \| Klasyfikacja generalna \| \| Kolarz \| Kolarz \| Państwo \| Drużyna \| Czas \| \| ---------------------- \| ---------------------- \| ---------------------- \| ---------------------- \| ---------------------- \| \| 1. \| Matteo Jorgenson \| Stany Zjednoczone \| Movistar Team \| 11h 25' 48" \| \| 2. \| Mauri Vansevenant \| Belgia \| Soudal Quick-Step \| + 6" \| \| 3. \| Geoffrey Bouchard \| Francja \| AG2R Citroën Team \| + 14" \| \| 4. \| Diego Ulissi \| Włochy \| UAE Team Emirates \| + 15" \| \| 5. \| Maxim Van Gils \| Belgia \| Lotto Dstny \| + 15" \| \| 6. \| Jesús Herrada \| Hiszpania \| Cofidis \| + 16" \| \| 7. \| Victor Langellotti \| Monako \| Burgos-BH \| + 18" \| \| 8. \| Cian Uijtdebroeks \| Belgia \| Bora-Hansgrohe \| + 18" \| \| 9. \| Cristián Rodríguez \| Hiszpania \| Arkéa-Samsic \| + 18" \| \| 10. \| Harold Tejada \| Kolumbia \| Astana Qazaqstan Team \| + 22" \| |                    |                   |                       |             |
| |                    |                   |                       |             |
| Źródło: ProCyclingStats |                    |                   |                       |             |
| Klasyfikacja generalna |                    |                   |                       |             |
| Kolarz | Kolarz             | Państwo           | Drużyna               | Czas        |
| 1. | Matteo Jorgenson   | Stany Zjednoczone | Movistar Team         | 11h 25' 48" |
| 2. | Mauri Vansevenant  | Belgia            | Soudal Quick-Step     | + 6"        |
| 3. | Geoffrey Bouchard  | Francja           | AG2R Citroën Team     | + 14"       |
| 4. | Diego Ulissi       | Włochy            | UAE Team Emirates     | + 15"       |
| 5. | Maxim Van Gils     | Belgia            | Lotto Dstny           | + 15"       |
| 6. | Jesús Herrada      | Hiszpania         | Cofidis               | + 16"       |
| 7. | Victor Langellotti | Monako            | Burgos-BH             | + 18"       |
| 8. | Cian Uijtdebroeks  | Belgia            | Bora-Hansgrohe        | + 18"       |
| 9. | Cristián Rodríguez | Hiszpania         | Arkéa-Samsic          | + 18"       |
| 10. | Harold Tejada      | Kolumbia          | Astana Qazaqstan Team | + 22"       |

### Etap 4
| Izki - Yitti Hills | pagórkowaty | (205 km) |

| \| Klasyfikacja etapu \| Klasyfikacja etapu \| Klasyfikacja etapu \| Klasyfikacja etapu \| Klasyfikacja etapu \| \| Kolarz \| Kolarz \| Państwo \| Drużyna \| Czas \| \| ------------------ \| ------------------ \| ------------------ \| ---------------------- \| ------------------ \| \| 1. \| Diego Ulissi \| Włochy \| UAE Team Emirates \| 4h 36' 48" \| \| 2. \| Axel Zingle \| Francja \| Cofidis \| + 0" \| \| 3. \| Ide Schelling \| Holandia \| Bora-Hansgrohe \| + 0" \| \| 4. \| Jordi Warlop \| Belgia \| Soudal Quick-Step \| + 0" \| \| 5. \| Louis Bendixen \| Dania \| Uno-X Pro Cycling Team \| + 0" \| \| 6. \| Jenthe Biermans \| Belgia \| Arkéa-Samsic \| + 0" \| \| 7. \| Andrea Vendrame \| Włochy \| AG2R Citroën Team \| + 0" \| \| 8. \| Maxim Van Gils \| Belgia \| Lotto Dstny \| + 0" \| \| 9. \| Jesús Herrada \| Hiszpania \| Cofidis \| + 0" \| \| 10. \| Aleksiej Łucenko \| Kazachstan \| Astana Qazaqstan Team \| + 0" \| |                  |            |                        |            |
| |                  |            |                        |            |
| Źródło: ProCyclingStats |                  |            |                        |            |
| Klasyfikacja etapu |                  |            |                        |            |
| Kolarz | Kolarz           | Państwo    | Drużyna                | Czas       |
| 1. | Diego Ulissi     | Włochy     | UAE Team Emirates      | 4h 36' 48" |
| 2. | Axel Zingle      | Francja    | Cofidis                | + 0"       |
| 3. | Ide Schelling    | Holandia   | Bora-Hansgrohe         | + 0"       |
| 4. | Jordi Warlop     | Belgia     | Soudal Quick-Step      | + 0"       |
| 5. | Louis Bendixen   | Dania      | Uno-X Pro Cycling Team | + 0"       |
| 6. | Jenthe Biermans  | Belgia     | Arkéa-Samsic           | + 0"       |
| 7. | Andrea Vendrame  | Włochy     | AG2R Citroën Team      | + 0"       |
| 8. | Maxim Van Gils   | Belgia     | Lotto Dstny            | + 0"       |
| 9. | Jesús Herrada    | Hiszpania  | Cofidis                | + 0"       |
| 10. | Aleksiej Łucenko | Kazachstan | Astana Qazaqstan Team  | + 0"       |

| \| Klasyfikacja generalna \| Klasyfikacja generalna \| Klasyfikacja generalna \| Klasyfikacja generalna \| Klasyfikacja generalna \| \| Kolarz \| Kolarz \| Państwo \| Drużyna \| Czas \| \| ---------------------- \| ---------------------- \| ---------------------- \| ------------------------ \| ---------------------- \| \| 1. \| Matteo Jorgenson \| Stany Zjednoczone \| Movistar Team \| 16h 02' 36" \| \| 2. \| Diego Ulissi \| Włochy \| UAE Team Emirates \| + 5" \| \| 3. \| Mauri Vansevenant \| Belgia \| Soudal Quick-Step \| + 5" \| \| 4. \| Geoffrey Bouchard \| Francja \| AG2R Citroën Team \| + 14" \| \| 5. \| Maxim Van Gils \| Belgia \| Lotto Dstny \| + 15" \| \| 6. \| Jesús Herrada \| Hiszpania \| Cofidis \| + 16" \| \| 7. \| Rein Taaramäe \| Estonia \| Intermarché-Circus-Wanty \| + 18" \| \| 8. \| Victor Langellotti \| Monako \| Burgos-BH \| + 18" \| \| 9. \| Cian Uijtdebroeks \| Belgia \| Bora-Hansgrohe \| + 18" \| \| 10. \| Cristián Rodríguez \| Hiszpania \| Arkéa-Samsic \| + 18" \| |                    |                   |                          |             |
| |                    |                   |                          |             |
| Źródło: ProCyclingStats |                    |                   |                          |             |
| Klasyfikacja generalna |                    |                   |                          |             |
| Kolarz | Kolarz             | Państwo           | Drużyna                  | Czas        |
| 1. | Matteo Jorgenson   | Stany Zjednoczone | Movistar Team            | 16h 02' 36" |
| 2. | Diego Ulissi       | Włochy            | UAE Team Emirates        | + 5"        |
| 3. | Mauri Vansevenant  | Belgia            | Soudal Quick-Step        | + 5"        |
| 4. | Geoffrey Bouchard  | Francja           | AG2R Citroën Team        | + 14"       |
| 5. | Maxim Van Gils     | Belgia            | Lotto Dstny              | + 15"       |
| 6. | Jesús Herrada      | Hiszpania         | Cofidis                  | + 16"       |
| 7. | Rein Taaramäe      | Estonia           | Intermarché-Circus-Wanty | + 18"       |
| 8. | Victor Langellotti | Monako            | Burgos-BH                | + 18"       |
| 9. | Cian Uijtdebroeks  | Belgia            | Bora-Hansgrohe           | + 18"       |
| 10. | Cristián Rodríguez | Hiszpania         | Arkéa-Samsic             | + 18"       |

### Etap 5
| Samail - Al Akhdar Mountains | górzysty | (152 km) |

| \| Klasyfikacja etapu \| Klasyfikacja etapu \| Klasyfikacja etapu \| Klasyfikacja etapu \| Klasyfikacja etapu \| \| Kolarz \| Kolarz \| Państwo \| Drużyna \| Czas \| \| ------------------ \| ------------------ \| ------------------ \| ------------------------ \| ------------------ \| \| 1. \| Mauri Vansevenant \| Belgia \| Soudal Quick-Step \| 3h 53' 51" \| \| 2. \| Matteo Jorgenson \| Stany Zjednoczone \| Movistar Team \| + 0" \| \| 3. \| Geoffrey Bouchard \| Francja \| AG2R Citroën Team \| + 12" \| \| 4. \| Rein Taaramäe \| Estonia \| Intermarché-Circus-Wanty \| + 22" \| \| 5. \| Maxim Van Gils \| Belgia \| Lotto Dstny \| + 37" \| \| 6. \| Diego Ulissi \| Włochy \| UAE Team Emirates \| + 37" \| \| 7. \| Cristián Rodríguez \| Hiszpania \| Arkéa-Samsic \| + 58" \| \| 8. \| Jesús Herrada \| Hiszpania \| Cofidis \| + 58" \| \| 9. \| Carlos Verona \| Hiszpania \| Movistar Team \| + 1' 00" \| \| 10. \| Cian Uijtdebroeks \| Belgia \| Bora-Hansgrohe \| + 1' 12" \| |                    |                   |                          |            |
| |                    |                   |                          |            |
| Źródło: ProCyclingStats |                    |                   |                          |            |
| Klasyfikacja etapu |                    |                   |                          |            |
| Kolarz | Kolarz             | Państwo           | Drużyna                  | Czas       |
| 1. | Mauri Vansevenant  | Belgia            | Soudal Quick-Step        | 3h 53' 51" |
| 2. | Matteo Jorgenson   | Stany Zjednoczone | Movistar Team            | + 0"       |
| 3. | Geoffrey Bouchard  | Francja           | AG2R Citroën Team        | + 12"      |
| 4. | Rein Taaramäe      | Estonia           | Intermarché-Circus-Wanty | + 22"      |
| 5. | Maxim Van Gils     | Belgia            | Lotto Dstny              | + 37"      |
| 6. | Diego Ulissi       | Włochy            | UAE Team Emirates        | + 37"      |
| 7. | Cristián Rodríguez | Hiszpania         | Arkéa-Samsic             | + 58"      |
| 8. | Jesús Herrada      | Hiszpania         | Cofidis                  | + 58"      |
| 9. | Carlos Verona      | Hiszpania         | Movistar Team            | + 1' 00"   |
| 10. | Cian Uijtdebroeks  | Belgia            | Bora-Hansgrohe           | + 1' 12"   |

## Klasyfikacje

### Klasyfikacja generalna
| \| Klasyfikacja generalna \| Klasyfikacja generalna \| Klasyfikacja generalna \| Klasyfikacja generalna \| Klasyfikacja generalna \| \| Kolarz \| Kolarz \| Państwo \| Drużyna \| Czas \| \| ---------------------- \| ---------------------- \| ---------------------- \| ------------------------ \| ---------------------- \| \| 1. \| Matteo Jorgenson \| Stany Zjednoczone \| Movistar Team \| 19h 56' 21" \| \| 2. \| Mauri Vansevenant \| Belgia \| Soudal Quick-Step \| + 1" \| \| 3. \| Geoffrey Bouchard \| Francja \| AG2R Citroën Team \| + 28" \| \| 4. \| Rein Taaramäe \| Estonia \| Intermarché-Circus-Wanty \| + 46" \| \| 5. \| Diego Ulissi \| Włochy \| UAE Team Emirates \| + 48" \| \| 6. \| Maxim Van Gils \| Belgia \| Lotto Dstny \| + 58" \| \| 7. \| Jesús Herrada \| Hiszpania \| Cofidis \| + 1' 20" \| \| 8. \| Cristián Rodríguez \| Hiszpania \| Arkéa-Samsic \| + 1' 22" \| \| 9. \| Cian Uijtdebroeks \| Belgia \| Bora-Hansgrohe \| + 1' 36" \| \| 10. \| Carlos Verona \| Hiszpania \| Movistar Team \| + 1' 37" \| |                    |                   |                          |             |
| |                    |                   |                          |             |
| Źródło: ProCyclingStats |                    |                   |                          |             |
| Klasyfikacja generalna |                    |                   |                          |             |
| Kolarz | Kolarz             | Państwo           | Drużyna                  | Czas        |
| 1. | Matteo Jorgenson   | Stany Zjednoczone | Movistar Team            | 19h 56' 21" |
| 2. | Mauri Vansevenant  | Belgia            | Soudal Quick-Step        | + 1"        |
| 3. | Geoffrey Bouchard  | Francja           | AG2R Citroën Team        | + 28"       |
| 4. | Rein Taaramäe      | Estonia           | Intermarché-Circus-Wanty | + 46"       |
| 5. | Diego Ulissi       | Włochy            | UAE Team Emirates        | + 48"       |
| 6. | Maxim Van Gils     | Belgia            | Lotto Dstny              | + 58"       |
| 7. | Jesús Herrada      | Hiszpania         | Cofidis                  | + 1' 20"    |
| 8. | Cristián Rodríguez | Hiszpania         | Arkéa-Samsic             | + 1' 22"    |
| 9. | Cian Uijtdebroeks  | Belgia            | Bora-Hansgrohe           | + 1' 36"    |
| 10. | Carlos Verona      | Hiszpania         | Movistar Team            | + 1' 37"    |

| Klasyfikacja punktowa | Klasyfikacja punktowa | Klasyfikacja punktowa | Klasyfikacja punktowa | Klasyfikacja punktowa |
| Kolarz                | Kolarz                | Państwo               | Drużyna               | Punkty                |
| --------------------- | --------------------- | --------------------- | --------------------- | --------------------- |
| 1.                    | Matteo Jorgenson      | Stany Zjednoczone     | Movistar Team         | 34 pkt                |
| 2.                    | Mauri Vansevenant     | Belgia                | Soudal Quick-Step     | 33 pkt                |
| 3.                    | Diego Ulissi          | Włochy                | UAE Team Emirates     | 31 pkt                |
| 4.                    | Maxim Van Gils        | Belgia                | Lotto Dstny           | 22 pkt                |
| 5.                    | Axel Zingle           | Francja               | Cofidis               | 21 pkt                |
| 6.                    | Jesús Herrada         | Hiszpania             | Cofidis               | 20 pkt                |
| 7.                    | Geoffrey Bouchard     | Francja               | AG2R Citroën Team     | 18 pkt                |
| 8.                    | Tim Merlier           | Belgia                | Soudal Quick-Step     | 17 pkt                |
| 9.                    | Cristián Rodríguez    | Hiszpania             | Arkéa-Samsic          | 14 pkt                |
| 10.                   | David Dekker          | Holandia              | Arkéa-Samsic          | 12 pkt                |

| Klasyfikacja punktowa | Klasyfikacja punktowa | Klasyfikacja punktowa | Klasyfikacja punktowa | Klasyfikacja punktowa |
| Kolarz                | Kolarz                | Państwo               | Drużyna               | Punkty                |
| --------------------- | --------------------- | --------------------- | --------------------- | --------------------- |
| 1.                    | Matteo Jorgenson      | Stany Zjednoczone     | Movistar Team         | 34 pkt                |
| 2.                    | Mauri Vansevenant     | Belgia                | Soudal Quick-Step     | 33 pkt                |
| 3.                    | Diego Ulissi          | Włochy                | UAE Team Emirates     | 31 pkt                |
| 4.                    | Maxim Van Gils        | Belgia                | Lotto Dstny           | 22 pkt                |
| 5.                    | Axel Zingle           | Francja               | Cofidis               | 21 pkt                |
| 6.                    | Jesús Herrada         | Hiszpania             | Cofidis               | 20 pkt                |
| 7.                    | Geoffrey Bouchard     | Francja               | AG2R Citroën Team     | 18 pkt                |
| 8.                    | Tim Merlier           | Belgia                | Soudal Quick-Step     | 17 pkt                |
| 9.                    | Cristián Rodríguez    | Hiszpania             | Arkéa-Samsic          | 14 pkt                |
| 10.                   | David Dekker          | Holandia              | Arkéa-Samsic          | 12 pkt                |

| Klasyfikacja młodzieżowa | Klasyfikacja młodzieżowa | Klasyfikacja młodzieżowa | Klasyfikacja młodzieżowa | Klasyfikacja młodzieżowa |
| Kolarz                   | Kolarz                   | Państwo                  | Drużyna                  | Czas                     |
| ------------------------ | ------------------------ | ------------------------ | ------------------------ | ------------------------ |
| 1.                       | Matteo Jorgenson         | Stany Zjednoczone        | Movistar Team            | 19h 56' 21"              |
| 2.                       | Mauri Vansevenant        | Belgia                   | Soudal Quick-Step        | + 1"                     |
| 3.                       | Maxim Van Gils           | Belgia                   | Lotto Dstny              | + 58"                    |
| 4.                       | Cian Uijtdebroeks        | Belgia                   | Bora-Hansgrohe           | + 1' 36"                 |
| 5.                       | Sylvain Moniquet         | Belgia                   | Lotto Dstny              | + 2' 44"                 |
| 6.                       | Michel Ries              | Luksemburg               | Arkéa-Samsic             | + 3' 27"                 |
| 7.                       | Ide Schelling            | Holandia                 | Bora-Hansgrohe           | + 5' 38"                 |
| 8.                       | Magnus Kulset            | Norwegia                 | Uno-X Pro Cycling Team   | + 5' 41"                 |
| 9.                       | Pablo Castrillo          | Hiszpania                | Equipo Kern Pharma       | + 6' 01"                 |
| 10.                      | Embret Svestad-Bårdseng  | Norwegia                 | Human Powered Health     | + 6' 35"                 |

| Klasyfikacja młodzieżowa | Klasyfikacja młodzieżowa | Klasyfikacja młodzieżowa | Klasyfikacja młodzieżowa | Klasyfikacja młodzieżowa |
| Kolarz                   | Kolarz                   | Państwo                  | Drużyna                  | Czas                     |
| ------------------------ | ------------------------ | ------------------------ | ------------------------ | ------------------------ |
| 1.                       | Matteo Jorgenson         | Stany Zjednoczone        | Movistar Team            | 19h 56' 21"              |
| 2.                       | Mauri Vansevenant        | Belgia                   | Soudal Quick-Step        | + 1"                     |
| 3.                       | Maxim Van Gils           | Belgia                   | Lotto Dstny              | + 58"                    |
| 4.                       | Cian Uijtdebroeks        | Belgia                   | Bora-Hansgrohe           | + 1' 36"                 |
| 5.                       | Sylvain Moniquet         | Belgia                   | Lotto Dstny              | + 2' 44"                 |
| 6.                       | Michel Ries              | Luksemburg               | Arkéa-Samsic             | + 3' 27"                 |
| 7.                       | Ide Schelling            | Holandia                 | Bora-Hansgrohe           | + 5' 38"                 |
| 8.                       | Magnus Kulset            | Norwegia                 | Uno-X Pro Cycling Team   | + 5' 41"                 |
| 9.                       | Pablo Castrillo          | Hiszpania                | Equipo Kern Pharma       | + 6' 01"                 |
| 10.                      | Embret Svestad-Bårdseng  | Norwegia                 | Human Powered Health     | + 6' 35"                 |

| Klasyfikacja najaktywniejszych | Klasyfikacja najaktywniejszych | Klasyfikacja najaktywniejszych | Klasyfikacja najaktywniejszych | Klasyfikacja najaktywniejszych |
| Kolarz                         | Kolarz                         | Państwo                        | Drużyna                        | Punkty                         |
| ------------------------------ | ------------------------------ | ------------------------------ | ------------------------------ | ------------------------------ |

| Klasyfikacja najaktywniejszych | Klasyfikacja najaktywniejszych | Klasyfikacja najaktywniejszych | Klasyfikacja najaktywniejszych | Klasyfikacja najaktywniejszych |
| Kolarz                         | Kolarz                         | Państwo                        | Drużyna                        | Punkty                         |
| ------------------------------ | ------------------------------ | ------------------------------ | ------------------------------ | ------------------------------ |

| Klasyfikacja drużynowa | Klasyfikacja drużynowa   | Klasyfikacja drużynowa | Klasyfikacja drużynowa |
| Drużyna                | Drużyna                  | Państwo                | Czas                   |
| ---------------------- | ------------------------ | ---------------------- | ---------------------- |
| 1.                     | Bora-Hansgrohe           | Niemcy                 | 59h 55' 12"            |
| 2.                     | Soudal Quick-Step        | Belgia                 | + 2' 36"               |
| 3.                     | Intermarché-Circus-Wanty | Belgia                 | + 2' 46"               |
| 4.                     | Arkéa-Samsic             | Francja                | + 2' 47"               |
| 5.                     | AG2R Citroën Team        | Francja                | + 4' 52"               |

| Klasyfikacja drużynowa | Klasyfikacja drużynowa   | Klasyfikacja drużynowa | Klasyfikacja drużynowa |
| Drużyna                | Drużyna                  | Państwo                | Czas                   |
| ---------------------- | ------------------------ | ---------------------- | ---------------------- |
| 1.                     | Bora-Hansgrohe           | Niemcy                 | 59h 55' 12"            |
| 2.                     | Soudal Quick-Step        | Belgia                 | + 2' 36"               |
| 3.                     | Intermarché-Circus-Wanty | Belgia                 | + 2' 46"               |
| 4.                     | Arkéa-Samsic             | Francja                | + 2' 47"               |
| 5.                     | AG2R Citroën Team        | Francja                | + 4' 52"               |

### Liderzy klasyfikacji
| Etap   |             | Pierwsze miejsce _ | Klasyfikacja generalna | Punktowa         | Młodzieżowa      | Najaktywniejszych | Drużynowa _       |
| ------ | ----------- | ------------------ | ---------------------- | ---------------- | ---------------- | ----------------- | ----------------- |
| 1      | płaski      | Tim Merlier        | Tim Merlier            | Tim Merlier      | David Dekker     | Jeroen Meijers    | UAE Team Emirates |
| 2      | górzysty    | Jesús Herrada      | Jesús Herrada          | Jesús Herrada    | Maxim Van Gils   | Jeroen Meijers    | Burgos-BH         |
| 3      | pagórkowaty | Matteo Jorgenson   | Matteo Jorgenson       | Matteo Jorgenson | Matteo Jorgenson | Jeroen Meijers    | Bora-Hansgrohe    |
| 4      | pagórkowaty | Diego Ulissi       | Matteo Jorgenson       | Diego Ulissi     | Matteo Jorgenson | Fredrik Dversnes  | Bora-Hansgrohe    |
| 5      | górzysty    | Mauri Vansevenant  | Matteo Jorgenson       | Matteo Jorgenson | Matteo Jorgenson | Fredrik Dversnes  | Bora-Hansgrohe    |
| Koniec | Koniec      |                    | Matteo Jorgenson       | Matteo Jorgenson | Matteo Jorgenson | Fredrik Dversnes  | Bora-Hansgrohe    |